# Mont Asahi (Daisetsuzan)
Pour les articles homonymes, voir Mont Asahi.
Le mont Asahi (旭岳, Asahi-dake) est la plus haute montagne d'Hokkaidō au Japon. Elle fait partie du groupe volcanique Daisetsuzan et est située dans la partie septentrionale du parc national de Daisetsuzan. La montagne est très appréciée des randonneurs en été et on peut s'en rapprocher en empruntant un téléphérique depuis Asahidake Onsen. L'étang Sugatami est placé directement en dessous de la crête, il est célèbre pour ses réactions, la neige et les vapeurs s'échappant des bouches volcaniques.